# Marc Blancpain
Marc Blancpain, connu sous le pseudonyme de Marc Benoni lors de ses premiers ouvrages, né le 29 septembre 1909 au Nouvion-en-Thiérache (France) et mort le 7 avril 2001 à Neuilly-sur-Seine, est un écrivain et journaliste français. Défenseur de la langue française, il enseigna et dirigea l'Alliance française.
Il est enterré au Nouvion-en-Thiérache.

## Biographie
Après des études à l'École normale supérieure de Saint-Cloud, il est professeur de français à Genève, puis au Caire avant la Seconde Guerre mondiale, qu'il fait comme officier et durant laquelle il est fait prisonnier. Il anime, à l'Oflag VI A, le Cercle d'études de la Révolution nationale.
À son retour de captivité, en 1944, Marc Blancpain est nommé secrétaire général de l'Alliance française, puis en devient président de 1976 à 1994. Il la réorganise et en développe le réseau dans le monde, selon l'orientation que lui donne le général de Gaulle : « C'est par de libres rapports spirituels et moraux, établis entre nous-mêmes et les autres, que notre influence culturelle peut s'étendre à l'avantage de tous et qu'inversement peut s'accroître ce que nous valons. » Il n'eut alors de cesse de défendre et développer la langue française, mais dans le respect du génie des autres langues. Il disait ainsi :« Aurions-nous oublié qu'on ne peut avoir d'existence spirituelle qu'à travers la langue qu'on parle et qu'on écrit et que cette langue est la demeure de notre être ! Aurions-nous oublié qu'on n'était jamais, en ces sortes d'affaires, trahi et vaincu que par soi-même ! »
Il collabore dès la Libération de la France au Parisien libéré, comme éditorialiste, puis comme chroniqueur.
Son premier roman, Le Solitaire, paru en 1945, reçoit le Grand prix du roman de l'Académie française ; il publie ensuite de nombreux essais, des biographies historiques, des nouvelles et des romans qui lui ont valu de nombreuses distinctions littéraires (Prix Courteline, Prix Paul Flat, Prix du rayonnement de la langue et de la littérature françaises, Prix Monseigneur-Marcel, Prix Scarron, Prix Engelmann, etc).
Frappé par les deux guerres mondiales qu'il a vécues en tant qu'enfant, puis en tant que soldat, il oriente ses recherches historiques sur les dégâts des guerres et sur l'Allemagne. Il écrit des études sur Guillaume II et sur la vie quotidienne pendant les occupations.
Il a appartenu au comité de patronage de Nouvelle École.

## Œuvre

### Romans

#### CycleChroniques de la peur
1. Vincennes-Neuilly (1963)
2. Ulla des antipodes (1967)

#### CycleLa Saga des amants séparés
1. Musique en tête (1969)
2. La Grande Nation (1970)  (ISBN 978-2207202593)
3. Le Calme des mers (1972)

#### CycleLe Sentier de la douane
1. La Bachelière de Landouzy (1984)  (ISBN 978-2207230442)
2. Le Colonel et son royaume (1985)  (ISBN 978-2207231777)

#### Autres romans
- Le Solitaire, roman, 1945 (grand prix du roman de l'Académie française)
- Catherine (1947)
- Maturité (1949)
- Le Carrefour de la désolation (1951)
- Arthur et la Planète (1955) (Prix Scarron)
- Ces demoiselles de Flanfolie (1956)
- La femme d'Arnaud vient de mourir (1958) (Prix Engelman)
- L'Estaminet des cœurs sensibles (1960)
- Les Peupliers de la prétentaine (1961)
- Les Truffes du voyage (1965)
- Le Plus Long Amour (1971)
- Nous l'appelions Bismarck (1975)
- Paul-Émile et Émily (1977)

### Recueil de contes et nouvelles
- Contes de la lampe à graisse (1946) (prix Courteline)
- Les Belles Amours (1948)
- Les Dits d'Aurélie. Légendes de Thiérache et du Vermandois (1949), illustrations de Geroges Jeantils
- La Maison du bon Dieu. Fables et récits (1949)
- Les Fiancés d'Olomouc (1950)
- Contes de vermeil (1958)

### Essais
- Voyages et Verres d'eau, Éditions La Passerelle (1952)
- Le Domaine de la langue française en 1953 (1953), avec Hélène Besson
- France et Français d'ailleurs (1959)
- France actuelle. Anthologie (1960-1961)
- Grandes heures d'un village de la frontière (1964)
- Aujourd'hui, l'Amérique Latine (1966)
- Le Manoir du désert (1967), lithographies de Tony Agostini
- Les Lumières de la France (1968)
- Les Fils de lion, Journal de marche d'un enfant de troupe (1969), avec Pierre Levergeois et Pierre Joubert
- Un roi sans divertissement : Orllie Antoine Ier roi d'Aracaunie et de Patagonie, Pierre Fanlac, Périgueux, (1970)
- En français, malgré tout (1972)
- Le Trotte-globe, Grasset (1979)  (ISBN 978-2246007753)
- Quand Guillaume II gouvernait "de la Somme aux Vosges", Fayard (1980)  (ISBN 2213008744)
- Histoires du Périgord (1982)
- La Vie quotidienne dans la France du Nord sous les occupations, 1814-1944, Hachette (1983)  (ISBN 2-01008938-3)
- Périgord (1984)
- Le Mardi de Rocroi (1985)  (ISBN 978-2010098888)
- Monsieur le Prince, Hachette, (1986)  (ISBN 2010107780)
- Anne de Montmorency, "le tout-puissant" : 1493-1567, Éditions Tallandier, 1988  (ISBN 2235017991)
- Histoires du Périgord, Nathan (1988)  (ISBN 2092994042)
- La Frontière du Nord, de la mer à la Meuse, Perrin (1990)  (ISBN 978-2262007379)
- La folle marquise des forges et des bois, Pierre Bordas, 320 p., 1990.
- Chez moi, à l'orée du siècle : une ville de Thiérache entre 1909 et 1919 (1998), récit autobiographique
- La Fontaine avant La Fontaine, Édition no 1 (2001)  (ISBN 2863916572)
- Abel et Caïn - Français et Allemands dans la repentance (2001)
- Histoires extraordinaires du Périgord (2002)
- Correspondance Henri Bosco Marc et Denise Blancpain (1948-1975) (2021)

### Théâtre
- Le Sac à chansons (1953)
- Au pied du mur (1977), pièce radiophonique
- Le diable fait toujours bien ce qu'il fait (1978), pièce radiophonique
- une sainte (1982), pièce radiophonique

### Ouvrages pédagogiques
- La Civilisation française, première édition, 1972, édition revue et augmentée, Paris, Hachette, 1987, 263 p.  (ISBN 978-2-01-001556-4 et 2-01-001556-8) (nombreuses rééditions), avec Jean-Paul Couchoud
- La France d'aujourd'hui : son visage, sa civilisation, Hatier, première édition, 1957 (nombreuses rééditions), avec Pierre Clarac
- France actuelle : textes contemporains, langue, littérature, civilisation, Hatier, 1960 (nombreuses rééditions), avec C. de Lignac

## Décorations
- Commandeur de la Légion d'honneur
- Grand-croix de l'ordre national du Mérite
- Croix de guerre 1939–1945
- Croix du combattant